# أمير علي حاجي زاده
أمير علي حاجي زاده (بالفارسية: امیرعلی حاجی‌زاده) (28 فبراير 1962 - 13 يونيو 2025) ضابط عسكري إيراني شغل منصب قائد القوَّة الجوفضائية لحرس الثورة الإسلامية، وهو المنصب الذي تولَّاه من أكتوبر 2009 حتى اغتياله في يونيو 2025 بالضربة الجوِّية الإسرائيلية.

## سيرته
انضم للحرس الثوري الإيراني في عام 1980 وشارك في حرب الخليج الأولى، وكان المشرف على العديد من الهجمات الإيرانية على العديد من المواقع أبرزها هجوم دير الزور الصاروخي 2017 والهجوم الإيراني على القوات الأمريكية في العراق 2020 وغيرها
خلال مناورات "اقتدار الولاية" التي أُجريت في 8 مارس 2016، صرّح حاجي زاده قائلًا: «السبب في أننا صمّمنا صواريخنا بمدى 2000 كيلومتر هو لكي نتمكن من ضرب أعدائنا من مسافة آمنة.»
كان حاجي زاده أيضًا أحد الشخصيات البارزة في إيران التي قادت ونفّذت الضربات الإيرانية على إسرائيل في أبريل 2024، المعروفة في إيران باسم "عملية الوعد الصادق"، والضربات الإيرانية على إسرائيل في أكتوبر 2024، المعروفة باسم "عملية الوعد الصادق 2". وفي 1 يوليو 2024، صرّح قائلًا: «نأمل بقدوم الفرصة لتنفيذ عملية الوعد الصادق 2...» معربًا عن رغبته في تنفيذ هجوم واسع آخر على إسرائيل.
وقد تحدث علنًا أيضًا عن تزويد إيران لحلفائها ضمن محور المقاومة بالسلاح، حيث قال على سبيل المثال: «كما هو واضح من الأسلحة التي بيد أعزائنا في فلسطين وحزب الله وأماكن أخرى، أصبح من الجلي أنهم يتلقون دعمًا وتسليحًا مباشرًا من إيران.» وخلال خطاب ألقاه أمام طلاب وبُثّ على قناة IRINN في 1 ديسمبر 2023، قال حاجي زاده: «انظروا، بعض الناس يسألون ماذا قدّمت الجمهورية الإسلامية في حرب غزة. الجمهورية الإسلامية قدّمت ما كان عليها أن تقدّمه. حتى وقت قريب، كان الحجر وسيلتهم الوحيدة للدفاع. أما اليوم، فهم يدافعون عن أنفسهم بالصواريخ ويملكون أسلحة متطورة وقدرات كبيرة.» وقد مُنح وسام الفتح في عام 2024.
كان حاجي زاده يشغل منصب قائد القوة الجو-فضائية للحرس الثوري الإيراني في 8 يناير 2020، عندما أُطلق صاروخان من نوع أرض-جو على طائرة بوينغ 737-800 التابعة للخطوط الجوية الأوكرانية ما أدى إلى مقتل جميع الركاب وأفراد الطاقم البالغ عددهم 176 شخصًا. وقد أنكرت الجمهورية الإسلامية الإيرانية أن تكون صواريخها قد أسقطت الطائرة لمدة ثلاثة أيام، وادّعت أنها حادث تحطّم عادي. بل إن بعض وسائل الإعلام الإيرانية وصفت الأمر بأنه "غير ممكن". ومع تزايد الأدلة والضغوط الدولية، أصدر الحرس الثوري الإيراني بيانًا في 11 يناير 2020، وأعلن حاجي زاده تحمّله "المسؤولية الكاملة" عن الحادث. وعلى الرغم من ذلك البيان، لم يُعزل أي شخص من الحرس الثوري، حتى حاجي زاده، ولم يتعرَّض أحد لأي عقوبة.
وبعد نحو ثلاث سنوات، في نوفمبر 2022، ألقى حاجي زاده اللوم على جهات أخرى في تأخر إعلان المسؤولية، وقال: «تم اتخاذ القرار بعد 48 ساعة. كنا نعلم ما حدث منذ الساعة الأولى، لكن جهات ومؤسسات أخرى لم تقبل بذلك.» وأضاف: «48 ساعة ليست مدة طويلة (لقول الحقيقة).»
في فبراير 2023، زعم حاجي زاده أن إيران طوّرت صاروخ كروز بمدى يصل إلى 1,650 كيلومتر (1,030 ميل)، وهدّد بقتل الرئيس الأمريكي دونالد ترامب ووزير الخارجية الأمريكي السابق مايك بومبيو.
وقال حاجي زاده في مقابلة تلفزيونية: «بمشيئة الله، نحن نسعى لقتل ترامب. وبومبيو... والقادة العسكريين الذين أصدروا أمر اغتيال قائد فيلق القدس قاسم سليماني يجب أن يُقتلوا.»

## العقوبات الأمريكية والكندية
في 24 يونيو 2019، فرضت وزارة الخزانة الأمريكية عقوبات على أمير علي حاجي زاده حيث جُمّدت أي أصول له داخل الولايات المتحدة، ومُنع المواطنون الأمريكيون من التعامل التجاري معه.
وفي 29 سبتمبر 2022، وبُعيد الاحتجاجات التي اندلعت إثر وفاة مهسا أميني، أدرجت كندا اسم أمير علي حاجي زاده ضمن القائمة الكندية الموحدة للعقوبات المستقلة. وفي نوفمبر 2023، فرض الاتحاد الأوروبي عقوبات على حاجي زاده لدوره في تسهيل نقل طائرات مسيّرة، مثل شاهد 136 ومهاجر-6، إلى القوات الروسية لاستخدامها في الحرب ضد أوكرانيا.

## اغتياله
قُتل حاجي زاده في 13 يونيو 2025 في ضربة جوِّية إسرائيلية استهدفت مركز قيادة عسكري تحت الأرض في طِهْران.